# ویدرن
شهر ویدرن (به آلمانی: Widdern) در ایالت بادن-وورتمبرگ در کشور آلمان واقع شده‌است.